# Kupyn
Kupyn (ukr. Купин, hist. pol. Kupin) – wieś na Ukrainie, w rejonie gródeckim obwodu chmielnickiego, nad Smotryczem.
W czasach I Rzeczypospolitej należała m.in. do Zamoyskich, Herburtów, Stadnickich, Telefusów herbu Łabędź.

## Historia
W czasach panowania Zygmunta III Wazy miejscowość należała do Zamoyskich. W 1637 roku Aleksander Zamoyski sprzedał dobra kasztelanowi Mikołajowi Herburtowi z Felsztyna. W 2 połowie XVII wieku miejscowość znajdowała się na terenach pod okupacją turecką. Od Herburtów miejscowość trafiła do Franciszka Stadnickiego, którego wnuk podkomorzy podolski Aleksander Stadnicki (syn Mikołaja) ufundował w 1747 roku nowy murowany klasztor karmelitów, przy którym zorganizowano szkołę. Po III Rozbiorze Polski Kupin znalazł się w składzie Rosji. W 2 połowie XIX wieku miejscowość była w połowie zamieszkana przez ludność żydowską. Na Smotryczu przy stawie znajdował się duży młyn. W 1905 roku rosyjscy Kozacy dokonali w Kupinie pogromu na ludności żydowskiej. W latach 1941–1944 miejscowość pod okupacją III Rzeszy niemieckiej.

## Kościół i klasztor karmelitów
Pierwszy drewniany kościół katolicki zbudował w Kupinie podstoli bełski Mikołaj Stadnicki (syn Franciszka i Zuzanny Herburtówny) zmarły w 1714 roku. Syn Mikołaja, Aleksander Stadnicki ze Żmigrodu, cześnik latyczowski i podkomorzy podolski (ożeniony z Teresą z Ziemblic Boguszówną herbu Półkozic), w 1741 roku uzyskał pozwolenie na ufundowanie karmelitom klasztoru w Kupinie. Na mocy tego pozwolenia biskup Mikołaj Dembowski, w dniu 29 września 1745 r., wprowadził uroczyście karmelitów bosych do kościoła. Dwa lata później, w dniu 6 sierpnia 1747 r. biskup Dembowski poświęcił kamień węgielny pod nowy kościół i dom zakonny. W 1801 roku Teresa ze Stadnickich Grabina, wdowa po Tadeuszu Leszczu Grabinie, córka Stanisława Stadnickiego, chorążego podolskiego (najmłodszego syna po bracie fundatora), uposażyła wnętrza świątyni w ołtarze, ambonę, ławki, konfesjonały i organy. Budowa kościoła trwała aż do 1820 r., gdy wznoszono jeszcze wieże. Konsekracji kościoła pod wezwaniem św. Trójcy dokonał 20 lipca 1819 roku biskup Borgiasz Mackiewicz. W czasach Komisji Edukacji Narodowej karmelici w Kupinie prowadzili przy klasztorze szkołę parafialną, wybudowaną przez Stadnicką (z domu Lanckorońską), matkę Teresy Grabianczyny. Od początku XIX wieku aż do kasaty, konwent prowadził szkółkę parafialną (z nauczycielem świeckim). Przy klasztorze ojcowie administrowali parafią. Po upadku Powstania listopadowego w 1832 roku kościół katolicki w ramach represji zamieniony został przez władze rosyjskie na cerkiew prawosławną. Parafię przyłączono do Gródka. Na cmentarzu znajdowała się kaplica katolicka z 1820 roku.
Kościół zbudowano w stylu barokowym na rzucie krzyża łacińskiego. Położony nad rzeką Smotryczem, fasadą zwrócony był ku wschodowi. Posiadał dwie wieże oraz kopułę na środku. Na szczycie jednej wieży miała znajdować się statua św. Michała Archanioła, w drugiej umieszczono dzwony.